# Bulbophyllum macranthum
Bulbophyllum macranthum es una especie de orquídea epifita originaria de Asia.    

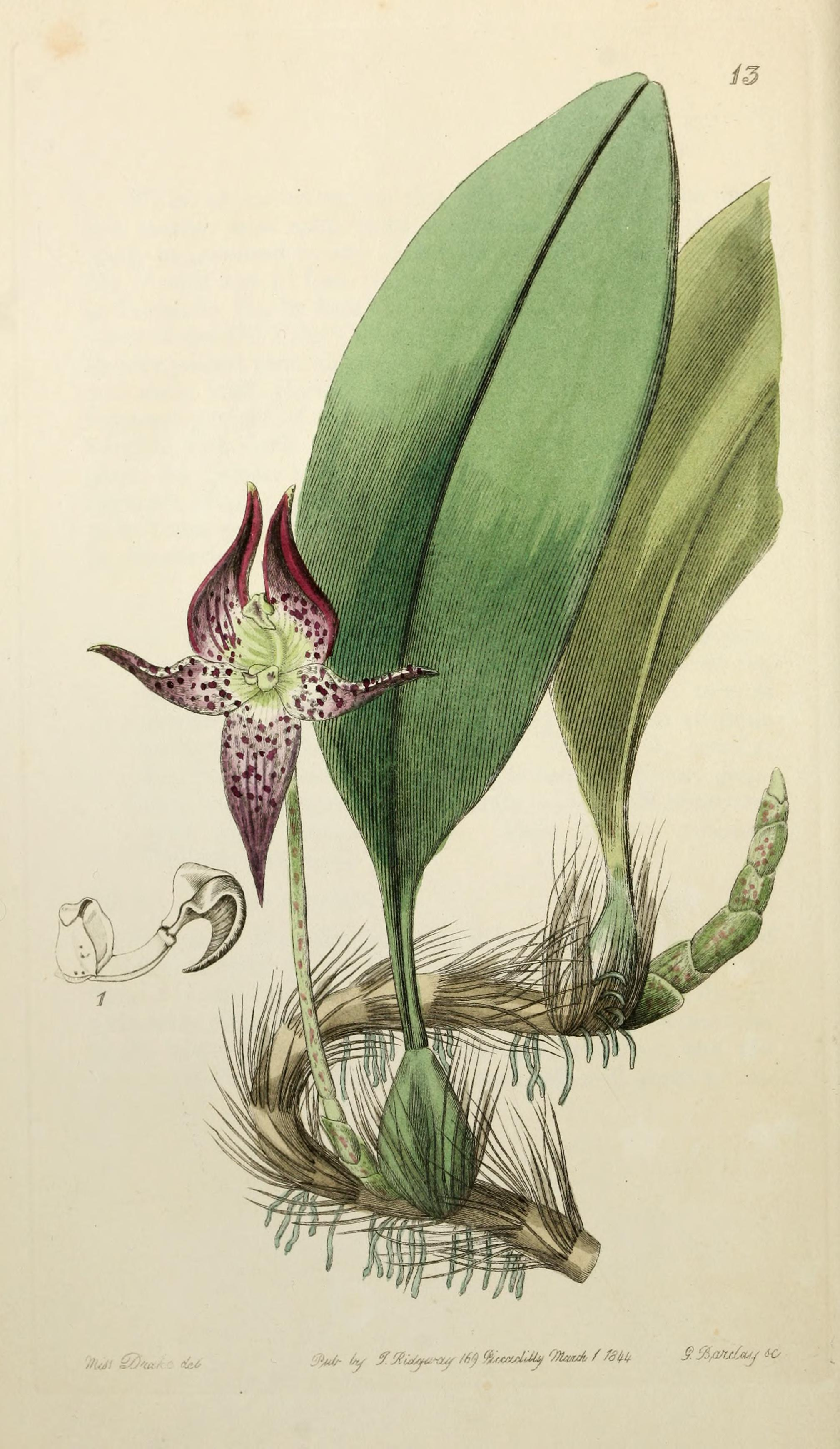
Ilustración

## Descripción
Es una  orquídea de tamaño grande a gigante, de crecimiento cálido con hábitos epífitas con un corpulento rizoma peludo con pseudobulbos unifoliados ovado-elípticos bien espaciados y una hoja individual, oblonga, carnosa, y peciolada. Florece en primavera y otoño con una flor solitaria  que tiene 5 cm de largo, basal, lateral única en la inflorescencia, con flores que contiene dos dientes fragantes en medio de la hojas.  Crece mejor en una base de helechos arborescentes o corcho, con altas temperaturas y buena sombra.

## Distribución y hábitat
Se encuentra en   Assam, Myanmar, Tailandia, Malasia, Vietnam, Borneo, Java, Molucas, Filipinas, Sulawesi, Sumatra, Papúa Nueva Guinea y las Islas Salomón en altitudes desde el nivel del mar hasta los 700 - 1500 metros.   

## Taxonomía
Bulbophyllum macranthum fue descrita por John Lindley    y publicado en Edwards's Botanical Register 30: t. 13. 1844.
Etimología
Bulbophyllum: nombre genérico que se refiere a la forma de las hojas que es bulbosa.
macranthum: epíteto latino que significa "con grandes flores"
Sinonimia
- Bulbophyllum cochinchinense Gagnep.
- Bulbophyllum purpureum Náves
- Carparomorchis macrantha (Lindl.) M.A.Clem. & D.L.Jones
- Phyllorkis macrantha (Lindl.) Kuntze
- Sarcopodium macranthum (Lindl.) Lindl. & Paxton
- Sarcopodium purpureum Rchb.f.[3][4]